# Mile Lasić
Mile Lasić (Uzarići, 25. veljače 1954.), hrvatski bosanskohercegovački politolog i bivši diplomat.

## Životopis
Lasić se školovao u Širokom Brijegu, Mostaru i Sarajevu, te u Njemačkoj. Prije rata radio je u Sarajevu i Beogradu. Početak rata u BiH dočekao je kao jugoslavenski, pa potom bosanskohercegovački diplomat u Njemačkoj. Uskoro je napustio diplomatsku službu i počeo se baviti izdavaštvom, pisanjem kolumni i prevođenjem. Izabran je za profesora Filozofskog fakulteta Sveučilišta u Mostaru 2009. Na Fakultetu predaje skupinu kolegija u vezi međunarodnih odnosa, europskih integracija, kulture u politici i političkih teorija.

## Djela
- Mile Lasić: Europska unija: nastanak, strategijske nedoumice i integracijski dometi. Sarajevo: Sarajevo Publishing, 2009. ISBN 9789958215247
- Mile Lasić: Mukotrpno do političke moderne. Mostar: Udruga građana Dijalog, 2010. ISBN 9789958918520
- Mile Lasić: Europe now: Europa sada ili nikada. Sarajevo: KULT-B, 2011. ISBN 9789958684050
- Mile Lasić: Dvije knjige pod jednim krovom: Nepodnošljiva lakoća umiranja Titove Jugoslavije: U potrazi za vjerodostojnim pripadanjem. Sarajevo: Office-set, 2012. ISBN 9789958310720
- Mile Lasić: U zemlji zarobljenog uma: prilozi za novu političku kulturu. Sarajevo: Rabic, 2012. ISBN 9789958330599

## Vanjske poveznice
- milelasic.com  Arhivirana inačica izvorne stranice od 27. prosinca 2014. (Wayback Machine)